# 15 años y un día
15 años y un día é um filme de drama espanhol de 2013 dirigido e escrito por Gracia Querejeta e Santos Mercero. Foi selecionado como representante da Espanha à edição do Oscar 2014, organizada pela Academia de Artes e Ciências Cinematográficas.

## Elenco
- Jesús Castejón
- Boris Cucalón - Toni
- Bernat Grau - Moi
- Luis Jaspe - Aldrin
- Belén López - Aledo
- Peter Nikolas
- Arón Piper - Jon
- Pau Poch
- Susi Sánchez
- Mikel Tello
- Tito Valverde - Max
- Maribel Verdú - Margo